# Eligio Donadeo
Eligio Donadeo (Como, 22 gennaio 1907 – ...) è stato un calciatore italiano, di ruolo terzino.

## Carriera
Cresce nella squadra della sua città natale, debutta in Seconda Divisione diciottenne, dal 1928 al 1933 sempre con la Comense è titolare in difesa per cinque stagioni le prime tre in Prima Divisione, le ultime due in Serie B.